# 深水軟首杜父魚
深水軟首杜父魚，為輻鰭魚綱鮋形目杜父魚亞目杜父魚科的其中一種。西北太平洋的日本海域，棲息在水深700至1270公尺，本魚背鰭硬棘5至7枚；背鰭軟條10至11枚；臀鰭硬棘0枚；臀鰭軟條7至8枚，體長可達4.7公分。